# Ушће (Нови Београд)
Ушће представља део насеља Нови Београд, које се налази непосредно уз ушће Саве у Дунав, по чему је и добило назив. Овај део града је ненасељен и прекривен зеленим површинама, а у њему се често одржавају популарне манифестације - концерти, фестивали, ауто-трке и др.

## Локација
Ушће заузима североисточни део Новог Београда и оивичено је рекама Дунавом и Савом (са севера, односно истока), Бранковим мостом и Булеваром Михајла Пупина (са југа) и Булеваром Николе Тесле и Земунским кејом (са запада). Северно од Ушћа, преко Дунава налазе се Мало и Велико ратно острво, а источно, преко Саве налази се Калемегдан и Београдска тврђава. Јужно од Ушћа налази се Старо Сајмиште, најстарији део Новог Београда и место некадашњег логора, а западно Земунски кеј и хотел „Југославија“.
Уређење Ушћа започело је послератном изградњом Новог Београда. На дан почетка грађења Новог Београда 11. априла 1948. године на ушћу је постављена спомен-плоча са текстом:
Када овде буде већ стајао поносни Нови Београд подигнут свесно, плански и с љубављу, вољом и рукама трудбеника, омладине, народа. Нека ова плоча казује и подсећа: 11. април 1948. три године после завршетка Народноослободилачке борбе, завршене су припреме за почетак нове радне битке у борби за срећу и благостање народа. Тога дана радни људи и омладина свих народа Југославије прегли су да подигну Нови Београд, да прошире вољени главни град државе равноправних народа са ове стране Саве, да учине већим и лепшим град, из кога је Комунистичка партија Југославије, на челу са другом Титом, повела устанак, да новом градњом створе још један непролазни знамен победоносне ослободилачке борбе наших народа, које води у социјализам маршал Тито у држави коју су градили сами народи.
Аутор запис на спомен-плочи био је књижевник и револуционар Чедомир Миндеровић, а током времена спомен-плоча је уклоњена, па је истоветни запис постављен на камену.
Простор Ушћа пресеца Улица Ушће, која се простире од Булевара Михајла Пупина и кружном путањом води до Бранковог моста.

## Објекти
Читав простор Ушћа је ненасељен и налази се под зеленим површинама. Објекти који се налазе на Ушћу су:
- Палата „Србије“, некадашња Палата Федерације популарно звана „СИВ“, изграђена 1959. године за потребе тадашње савезне владе.
- Пословни центар „Ушће“, некадашња Палата друштвено-политичких организација популарно звана „ЦК“, изграђен 1964. године за потребе друштвено-политичких организација СФР Југославије и СР Србије, а превасходно као средиште Централног комитета Савеза комуниста Југославије (ЦК СКЈ). Ова зграда је била оштећена током Нато бомбардовања, а обновљена је 2005. године.
- Зграда Музеја савремене уметности изграђена 1965. године.
- Тржни центар „Ушће“ изграђен је 2009. године у непосредној близини ПЦ „Ушће“ и један је од највећих тржних центара на Балкану.

Поред ових објеката, на Ушћу се налазе још - војни објекат Војске Србије (пристаниште Речне морнарице), популарни ресторан „Ушће“ и темељи започетог музеја „Револуције“ (градња започета 1978). Такође на Савском кеју се налази више сплавова-ресторана, који су веома популарни за ноћне изласке.

## Парк мира и пријатељства
У Ушћу се налази Парк мира и пријатељства, настао 1961. године у коме су дрвећа мира садили многи познати светски државници који су боравили у посети Југославији, а данас Србији. Међу познатијим личностима, које су овде посадиле дрво су - Јосип Броз Тито, Џавахарлал Нехру, Гамал Абдел Насер, краљица Елизабета II, Фидел Кастро, Муамер ел Гадафи, цар Хајле Селасије, Леонид Брежњев, Михаил Горбачов, Ричард Никсон, Џими Картер, Тодор Живков, Николаје Чаушеску, Ким Ил Сунг, Индира Ганди и др.

У Парку пријатељства 12. јуна 2000. године, поводом годишњице завршетка НАТО бомбардовања, постављен је споменик „Вечна ватра“, аутора академског вајара Светомира Радовића. Споменик је постављен у знак сећања на жртве НАТО бомбардовања, а на њему се налазе стихови Бранка Миљковића. На предњој страни налазе се стихови из песме „Југославија“: 
Све што нема ватре у себи сагори. Што сагори постаје ноћ. Што не изгори рађа дан.
 А на задњој страни стихови из песме „Домовина“: 
И када би ме убили. Волим те.

## Манифестације
Одмах поред Парка пријатељства, налази се велики травнати плато, површине преко 10 хектара. На овој „ливади“ одржавају се разне манифестације - музички концерти, популарни фестивали и др.
Прва масовна дешавања на Ушћу била су два митинга присталица Слободана Милошевића, бившег председника Србије и СР Југославије. Први митинг, под називом митинг „Братства и јединства“ одржан је 19. новембра 1988. године и на њему је према тврдњи Телевизије Београд присуствовало око милион људи, док други извори наводе цифру од пар стотина хиљада људи. Слободан Милошевић је митингу присуствовао као тадашњи председник Председништва Централног комитета Савеза комуниста Србије, а овај митинга је био саставни део тадашње Антибирократске револуције. Други митинг, под називом „За одбрану Републике, за уставност, слободу и демократију“ одржан је 11. марта 1991. године, два дана после великих опозиционих демонстрација у Београду. Ово је био први Милошевићев контрамитинг, коме је присуствовало, према званичним тврдњама око 150.000 људи, док други извори наводе цифру од око 50.000 људи.
У новије време на Ушћу се одржавају различите популарне културне манифестације - концерти и др.

### Беер фест
Београдски фестивал пива „Беер фест“, настао је 2003. године и прво се одржавао на Калемегдану, у подножју Београдске тврђаве, али је после инцидента, који се догодио 2007. године, када је један младић ускочио у кавез са медведима Београдског зоолошког врта, фестивал премештен на Ушће. Због већег простора на Ушћу фестивал је добио на квалитету, као и већи број посетилаца.

### Списак концерата
| Датум            | Назив концерта/турнеје    | Извођач                        | Број посетилаца |
| ---------------- | ------------------------- | ------------------------------ | --------------- |
| 3. јул 2004.     | Остајте овде              | Рибља чорба и Забрањено пушење | 40.000          |
| 17. јун 2006.    | Цеца Ушће                 | Светлана Цеца Ражнатовић       | 100.000         |
| 14. јул 2007.    | A Bigger Bang Tour        | Ролингстонси                   | 70.000          |
| 24. јун 2008.    | The Police Reunion Tour   | The Police                     | 27.000          |
| 24. август 2009. | Sticky & Sweet Tour       | Мадона                         | 39.713          |
| 25. јун 2011.    | Здравко Чолић Ушће        | Здравко Чолић                  | 110.000         |
| 8. мај 2012.     | Metallica                 | Металика                       | 36.000          |
| 19. мај 2013.    | The Delta Machine Tour    | Дипеш мод                      | 27.198          |
| 15. јун 2013.    | Viva la Diva              | Јелена Карлеуша                | 40.000          |
| 28. јун 2013.    | Ушће 2: Позив             | Светлана Цеца Ражнатовић       | 100.000         |
| 17. јун 2015.    | Let Me Entertain You Tour | Роби Вилијамс                  | 30.000          |
| 24/25. мај 2024. | Europe Stadium Tour       | Rammstein                      | 120.000         |